# Van Williams
Van Zandt Jarvis Williams (27 de febrero de 1934 - 29 de noviembre de 2016) fue un actor estadounidense.

## Carrera
Nacido en Fort Worth, Texas, empezó su carrera como actor invitado en series y programas de televisión como Hallmark Hall of Fame (1954), General Electric Theater (1959), 77 Sunset Strip o The Dick Van Dyke Show, y en westerns televisivos de la época como Lawman, Colt.45, Cheyenne, Temple Houston y Valle de pasiones. Entre 1964 y 1965 también protagonizó la serie The Tycoon, junto a Walter Brennan.

### El Avispón Verde
En 1965, logró el papel protagónico por el que llegó a ser más conocido cuando la cadena televisiva ABCABC-TV hizo que William Dozier reviviera al famoso personaje de radio. Él y su coprotagonista Bruce Lee también hicieron tres apariciones especiales, en el personaje, en Batman, primero en un cameo ("The Spell of Tut", 28/09/1966), y más tarde en un episodio de dos partes ("A Piece of the Action", 1/3/1967 y "Batman's Satisfaction", 2/3/1967). [11] de George W. Trendle en una nueva serie, The Green Hornet. Van Williams firmó con 20th Century-Fox para interpretar al misterioso héroe enmascarado y su alter ego, el editor de periódicos Britt Reid (hijo de Dan Reid, Jr., quien era sobrino de John Reid, también conocido como El Llanero Solitario, aunque El Llanero Solitario no se le dio ese como su verdadero nombre de identidad oficial). 
Williams interpretó el papel directamente, a diferencia del enfoque cómico de la serie de Batman del mismo productor. Él y su coprotagonista Bruce Lee también hicieron tres apariciones especiales, en el personaje, en Batman, primero en un cameo ("The Spell of Tut", 28/09/1966), y más tarde en un episodio de dos partes ("A Piece of the Action", 1/3/1967 y "Batman's Satisfaction", 2/3/1967). [11]
Para cuando protagonizó The Green Hornet, Williams había tenido éxito invirtiendo en varias empresas comerciales; un perfil de TV Guide de 1966, titulado "Banker with a Sting", lo caracterizó como "el amigable magnate del vecindario".
Williams dijo más tarde: "Para cuando apareció The Green Hornet, ya había decidido salir del negocio de la televisión. Lo único que disfruté de esos años fue el trabajo en exteriores. Básicamente, soy una persona tímida. Sé que las apariciones públicas y los autógrafos y todo eso son una parte necesaria del negocio, pero no era para mí".

### Muerte
Falleció el 29 de noviembre de 2016 a la edad de 82 años a consecuencia de complicaciones de una insuficiencia renal.

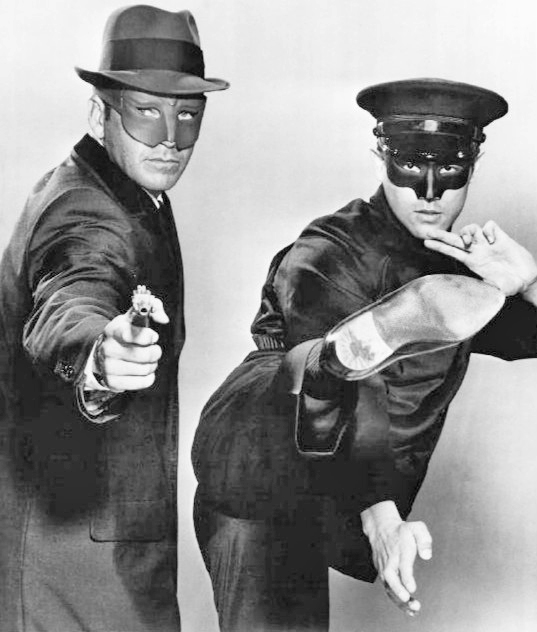
Van Williams y Bruce Lee en la serie de TV. El Avispón verde (1967)